# Les Plaideurs
Les Plaideurs (Die Prozessierenden) ist die einzige Komödie des französischen Tragödiendichters Jean Racine. Die Uraufführung erfolgte im November 1668 im Hôtel de Bourgogne in Paris. Das Stück basiert auf der Komödie Die Wespen des griechischen Dichters Aristophanes, ohne jedoch deren politische Tragweite zu besitzen. Es enthält drei Akte und ist wie die übrigen Bühnenwerke Racines in paarweise gereimten alexandrinischen Versen geschrieben.

## Handlung

### 1. Akt
Das Stück spielt in einer Stadt in der unteren Normandie. Petit Jean ("Klein Hans"), Portier des Richters Perrin Dandin, berichtet, dass er seinen Meister beaufsichtigen muss, da dieser ständig sinnlose Prozesse führen will. Léandre, der Sohn des Richters, wird von seinem Sekretär namens Intimé und vom Portier im Bemühen unterstützt, den Richter von seiner Prozesssucht abzubringen. Dieser versucht mit einem Sprung durchs Fenster seinen Bewachern zu entfliehen. Mit Hilfe des Sekretärs will Léandre zudem eine Beziehung mit Isabelle anknüpfen. Ihr Vater Chicanneau (abgeleitet vom Wort für Schikane) ist jedoch grundsätzlich nur am Verkehr mit Juristen interessiert und deshalb gegen diese Verbindung eingestellt. Der erste Akt endet mit einem Streit zwischen Chicanneau und der Herzogin von Pimbesche vor Richter Dandin, bei dem Beleidigungen ausgetauscht werden.

### 2. Akt
Da bei Chicanneau nur Diener des Gesetzes eintreten dürfen, verkleidet sich Dandins Sekretär als Gerichtsvollzieher und spielt Isabelle einen Liebesbrief Léandres zu. Als Chicanneau auftritt, übergibt er ihm eine Mahnung im Namen der Herzogin, wonach er seine zuvor ausgesprochenen Beleidigungen zurücknehmen müsse. Léandre lässt Chicanneau ein als Protokoll ausgegebenes Dokument unterschreiben, das in Wahrheit ein Eheversprechen ist. Der Auftritt der Herzogin führt zu einem allgemeinen Durcheinander. Am Ende des Aktes verkündet Petit Jean, der Haushund habe einen Kapaun gefressen, was einen weiteren Prozess auslöst.

### 3. Akt
Der dritte Akt ist hauptsächlich dem burlesken Prozess gegen den Hund Citron gewidmet. Petit Jean und der Sekretär amtieren als Anwälte der beiden streitenden Parteien und überbieten sich in fehlerhaft formulierten gelehrten Zitaten ohne jeglichen Bezug zur aktuellen Situation, die auf den Richter einschläfernde Wirkung haben. Das Plädoyer des Sekretärs um Gnade für die vaterlosen jungen Hunde weckt Dandin, der zunächst Citron zu einer Galeerenstrafe verurteilt. Als ihm sein Sohn das von Chicanneau unterzeichnete Eheversprechen überreicht, besinnt er sich jedoch eines Besseren, stimmt der Heirat zu, begnadigt den Hund und freut sich auf weitere Prozesse.

## Stil und literarische Anspielungen
In der Schreibweise unterscheidet sich diese Komödie sowohl von Racines Tragödien als auch von den Komödien seines Zeitgenossen und Rivalen Molière. Im Gegensatz zu seinen Tragödien verwendet Racine hier öfters umgangssprachliche Ausdrücke und scheut auch nicht vor Grobheiten zurück: im dritten Akt kommen pissende junge Hunde zur Sprache, was mit „Seht unsere Tränen!“ kommentiert wird. Im Unterschied zu Molière schreibt Racine keine Charakterstudie, sondern will in seiner Komödie nur durch Wortwitz brillieren. Die auftretenden Personen haben kaum Eigenleben und sind nur marionettenhaft skizziert.
Im Vorwort „An den Leser“ erwähnt der Autor zunächst Die Wespen von Aristophanes als seine Inspirationsquelle und schließt mit der Bemerkung: „Ich bin etwas stolz darauf, dass ich es geschrieben habe, ohne dass es mich ein einziges dieser schmutzigen Missverständnisse und dieser unehrlichen Scherze gekostet hat, die jetzt den meisten unserer Schriftsteller so leicht von der Hand gehen.“ Dies ist eine Anspielung auf Molières Komödie Die Schule der Frauen, die sechs Jahre zuvor mit großem Erfolg aufgeführt worden war und eine heftige Diskussion über ihren literarischen und moralischen Wert ausgelöst hatte.
Das Stück selbst enthält zahlreiche ironische Anspielungen auf klassische und zeitgenössische Autoren, von Ciceros Plädoyer Pro Quinctio über Ovids Metamorphosen und Pausanias bis zu Pierre Corneille. Die berühmte Tragödie Le Cid des Rivalen wird an einigen Stellen der Komödie parodiert, worauf Corneille sehr irritiert reagiert haben soll.

## Wirkungsgeschichte
Das Stück war im Laufe der Jahrhunderte von sehr unterschiedlichem Erfolg gekennzeichnet.
Die Uraufführung im November 1668 im Hôtel de Bourgogne erzielte ein äußerst geringes Echo. Les Plaideurs wurde nur zweimal gegeben und bald durch eine Komödie von Thomas Corneille ersetzt. Seit der Gründung der Comédie-Française im Jahre 1680 wurde das Stück dann zu einem festen Bestandteil des Repertoires. Bis 1900 war Les Plaideurs das meistgespielte Stück Racines mit insgesamt 1224 Aufführungen, im Vergleich zu 987 Aufführungen von Phèdre und 859 von Andromaque.
Im Laufe des 20. Jahrhunderts geriet das Stück zunehmend in Vergessenheit und hält seit 1951 den letzten Rang der Racine-Aufführungen, mit Ausnahme der beiden Erstlingswerke La Thébaïde und Alexandre le Grand.
Eine Übersetzung ins Deutsche durch Dora von Gagern erschien unter dem Titel Die Gerichtsfexen (Die Proceßsüchtigen) 1886.